# Patriots of Micronesia
Patriots of Micronesia (en français Patriotes de Micronésie), aussi connu par le nom de Accross All Micronesia (en français À travers toute la Micronésie), est l'hymne national des États fédérés de Micronésie depuis le 10 décembre 1991. Les paroles, écrites par l'enseignante Emi Mukaida dans les années 1950, ainsi que la musique sont respectivement inspirées et reprises de l'hymne officiel de l'Allemagne de l'Ouest entre 1949 et 1950, Ich hab mich ergeben, publié vers 1820 par l'allemand Ferdinand Maßman. Des variantes de cet air sont utilisées dans l'Ouverture pour une fête académique de Johannes Brahms et dans la Troisième symphonie de Gustav Mahler.

## Histoire et analyse de l'hymne
Les paroles ont été écrites par Emi Mukaida, née en 1917, une enseignante micronésienne déjà active dans les années 1950 et employée à la Pacific Islands Central School (PICS) dans les années 1960, école maintenant dénommée la Bailey Olter High School, à Kolonia dans l’État de Pohnpei. Elle y enseignait l'anglais et les arts domestiques tels que la couture, le tissage, la nutrition, l'éducation à la santé et les soins aux enfants,,,. La chanson existe déjà en 1958, elle est alors chantée le 16 mai par des élèves des Palaos.
Les paroles sont inspirées de l'hymne officiel de l'Allemagne de l'Ouest entre 1949 et 1952, Ich hab mich ergeben, publié vers 1820 par l'allemand Ferdinand Maßman et se jouent sur la même mélodie. L'actuel territoire des États fédérés de Micronésie a été sous protectorat allemand de 1899, où l'Allemagne l'achète à l'Espagne, à 1914 où le Japon occupe la zone,. Des variantes de cet air sont utilisées dans la Troisième symphonie de Gustav Mahler et dans l'Ouverture pour une fête académique de Johannes Brahms. Ce dernier rapprochement fait dire au politologue Barry Turner que la mélodie de l'hymne micronésien en est adaptée.
Patriots of Micronesia aussi connu sous le nom de Accross All Micronesia, une ligne du deuxième couplet, est devenu l'hymne national des États fédérés de Micronésie par une loi promulguée le 10 décembre 1991 par le président des États fédérés de Micronésie John Haglelgam.

## Utilisation de l'hymne
L'hymne est chanté par des manifestants — 20 Micronésiens et 100 Américains — demandant le droit à l'autodétermination le 20 novembre 1971 devant l'hôtel Ilikai d'Honolulu tandis que le vice-président américain Spiro Agnew tient une conférence de presse auprès des rédacteurs en chef de l'Associated Press.
La loi du 10 décembre 1991 formule que l'hymne peut être joué ou chanté au cours des fonctions et cérémonies officielles. Il remplace Preamble (en français Préambule) utilisé depuis la constitution du pays en 1979 et qui reprend le préambule de la constitution. Durant l'interprétation de l'hymne national, toutes les personnes présentes doivent être debout et faire face au drapeau s'il est affiché. Les personnes en uniforme militaire doivent rendre le salut militaire à la première note de l'hymne national et conserver cette position jusqu'à la dernière note. Les autres personnes doivent se découvrir.

## Paroles
Les paroles, en anglais, sont les suivantes :

| Strophe I 'Tis here we are pledging, with heart and with hand, Full measure of devotion to thee, our native land, Full measure of devotion to thee, our native land. Strophe 2 Now all join the chorus, let union abide. Across all Micronesia join hands on every side, Across all Micronesia join hands on every side. Strophe 3 We all work together, with hearts, voice and hand, Till we have made these islands another promised land, Till we have made these islands another promised land. | Strophe 1 [traduction libre] C'est ici que nous nous engageons, Avec le cœur et avec la main, Une pleine mesure de dévotion À toi, notre terre natale, Une pleine mesure de dévotion À toi, notre terre natale. Strophe 2 Maintenant, tous rejoignent le chœur, Laissez l'union demeurer. Dans toute la Micronésie Unissez vos mains de tous les côtés, Dans toute la Micronésie Unissez vos mains de tous les côtés. Strophe 3 : Nous travaillons tous ensemble, Avec des cœurs, une voix et une main, Jusqu'à ce que nous ayons fait de ces îles Une autre terre promise, Jusqu'à ce que nous ayons fait de ces îles Une autre terre promise. |